# Antoine Argoud
Pour les articles homonymes, voir Argoud.
Le colonel Antoine Argoud, né le 26 juin 1914 à Darney (Vosges) et mort le 10 juin 2004 à Épinal (Vosges), est un officier supérieur français. Il fait partie de l'Armée de Vichy en Afrique du Nord, puis combat dans l'Armée française de la Libération en Afrique et jusqu'en Allemagne. Après la guerre d’Algérie, il est condamné, en 1964, à la réclusion criminelle à perpétuité par la cour de sûreté de l'État pour son activité au sein de l'OAS et il est finalement amnistié en 1968.

## Biographie
Issu d'une famille de paysans lorrains, son père Gustave Argoud est officier de cavalerie au 11e régiment de chasseurs à cheval à Vesoul. Antoine Argoud fait ses études au lycée de Vesoul et est reçu à 20 ans en 1934 à l’École polytechnique. Il en sort en 1936 et, à sa sortie de l'école, choisit l'arme blindée et cavalerie. Après l’École de cavalerie de Saumur, il est affecté en 1937, comme 
sous-lieutenant au 3e régiment de chasseurs d'Afrique.

### Seconde Guerre mondiale
Lors de la Seconde Guerre mondiale, après le débarquement anglo-américain, du 8 novembre 1942 en Afrique française du Nord, il fait la campagne de Tunisie avec son régiment au sein de la Brigade légère mécanique (Afrique du Nord)[réf. à confirmer].
Capitaine à 28 ans, il commande en 1944-1945, le 2e escadron du 3e régiment de chasseurs d'Afrique, au sein de la 1re division blindée de la 1re Armée française du général de Lattre , escadron de reconnaissance avec lequel il combat dans les Vosges, en Alsace, puis en Allemagne.
De 1947 à 1950, il sert à l’état-major particulier du général Jean de Lattre de Tassigny. Il l’accompagne lors de ses inspections en France lorsque celui-ci est inspecteur général des Forces armées, puis à l’étranger lorsqu’il devient commandant en chef des forces terrestres de l’Europe occidentale. « C’est une chance de ma vie de l’avoir approché (…) À le voir vivre de près, réfléchir, s’exprimer, convaincre, agir, commander, je bénéficie de leçons particulières qui n’ont pas de prix (…) J’ai droit jusqu’au bout à un traitement de faveur. Sans doute a-t-il compris, dès le premier jour, qu’au risque d’avoir ma carrière brisée, je n’accepterais jamais certains traitements. »
En 1950, il ne le suit pas en Indochine pour participer en Allemagne, avec une petite équipe, à la constitution de la brigade expérimentale « Javelot », première grande unité française de l’âge atomique qui deviendra la 7e division blindée.
En 1951, Antoine Argoud suit les cours de la 65e promotion de l'École de Guerre et en sort major.
En octobre 1954, un mois avant le début de la guerre d'Algérie, il est nommé, en tant que technicien de l’arme blindée, à l’état-major particulier de Jacques Chevallier, secrétaire d'État à la Guerre du gouvernement Pierre Mendès France.

### Guerre d'Algérie
Après la chute du gouvernement Mendès-France, il sollicite le poste de commandant en second au 3e régiment de chasseurs d'Afrique, régiment qui a servi de base à l’expérience Javelot et tient garnison à Weingarten en Allemagne. Il y reste d’octobre 1955 à mars 1956 date à laquelle la 7e division blindée dont fait partie son régiment est envoyé en Algérie pour renforcer le maintien de l’ordre.
La division, qui comprend plus de cent soixante-dix engins blindés, est peu adaptée à une guerre de guérilla. Elle participe pendant trois mois à des opérations dans l’Algérois et le Constantinois (avril-juillet 1956) sans grands résultats. Technicien de la guerre mécanique, Argoud découvre la « guerre révolutionnaire » dont il va vouloir se faire le théoricien. Au retour de ces opérations, il adresse au commandement, par voie hiérarchique, un rapport très critique sur la situation militaire en Algérie : « L’armée n’a pas compris le problème algérien, du moins tout autorise à le penser. Elle fait la guerre. Les arbres lui cachent la forêt. Au lieu de s’occuper de la population, qui constitue le nœud du problème, elle poursuit fiévreusement les rebelles qui n’en constituent qu’un aspect secondaire. »
Il communique son rapport à Jean-Jacques Servan-Schreiber, polytechnicien lui-aussi, directeur de L'Express, rappelé sous les drapeaux comme officier de réserve dans le même secteur. Celui-ci en publie les conclusions dans son livre Lieutenant en Algérie, et y dépeint Argoud sous le nom de Marcus : « Marcus était un homme petit et très maigre. Les cheveux noirs en brosse, la peau du visage mate, serrée, il avait un regard autoritaire et l’air naturellement sceptique (…) C’était un homme phare, comme il y en a partout dans l’Armée d’Algérie, mais peu nombreux : un ou deux par secteur. »
Pour Argoud, la population doit être l’objectif essentiel de l’action de l’armée selon sa formule : « Protéger, engager, contrôler ». Il prône des actions de contre-guérilla. « L’exemplarité est obtenue par la sévérité et la célérité. Il existe une justice pour les temps de paix et une législation pour les temps de guerre, or nous sommes en temps de guerre révolutionnaire. »
Dans son secteur, se refusant au système des corvées de bois, il met en pratique les exécutions publiques, réunissant un tribunal militaire parfaitement illégal, faisant fusiller sur la place publique les chefs rebelles et les responsables d’exactions et prenant la responsabilité entière de cette justice expéditive mais à ciel ouvert. « Je fusillerai les grands coupables(…) J’exposerai leurs cadavres (…) pour accroître la vertu d’exemplarité. »
Le 12 août 1956, Argoud prend le commandement de son régiment. À 42 ans, il est alors le plus jeune colonel de l’armée française et on voit souvent en lui le futur chef d’état-major de l’armée. Il est désigné pour faire partie de la force A au cours de la crise du canal de Suez, embarque le 9 novembre sur le Pasteur, quitte le port d’Alger pour y revenir le 11, l’expédition ayant tourné court.
Revenu dans ses cantonnements de la Mitidja, partie du secteur Est-Atlas blidéen commandé par le général Jacques Pâris de Bollardière, il se voit confier le 21 janvier un secteur du Sud Algérois comprenant les communes de l’Arba, Rovigo, Rivet. Persistant dans ses méthodes, faisant peu de cas des ordres de ses supérieurs de ne procéder à aucune exécution, il est muté le 1er décembre 1957 à l’état-major des Forces françaises en Allemagne. Quelques jours avant son départ, sa mutation est annulée et il est affecté à l’état-major particulier de Chaban-Delmas, ministre de la Défense nationale. Il n’y reste qu’un mois, l’atmosphère d’un cabinet ministériel ne lui convenant pas et il est à Baden-Baden en Allemagne lorsque survient le putsch d'Alger le 13 mai 1958.
En décembre 1958, on lui propose de revenir à Alger comme chef d’état-major du corps d'armée d'Alger du général Massu qui s'étend sur 80 000 kilomètres carrés, soit le tiers de l'Algérie et comprend plus de 1 000 000 hommes. Pour connaître à fond le terrain et ses unités, il part visiter ses secteurs sans les prévenir, le dimanche pour ne pas gêner le travail de l'état-major, parcourant à pied jusqu'à quarante kilomètres de djebels avec ses collaborateurs. Il met en œuvre ses idées sur le rôle de la population.

#### Semaine des barricades

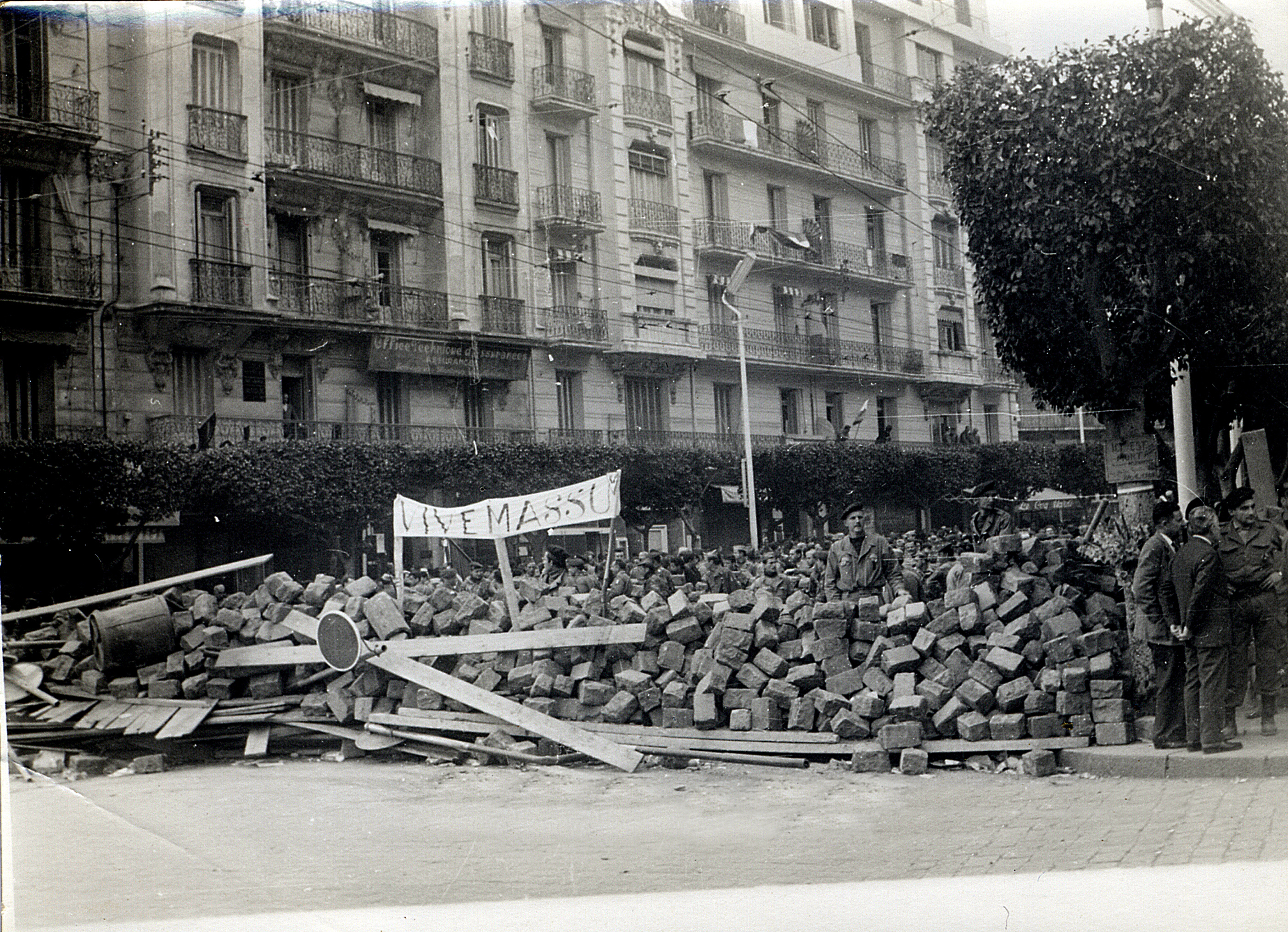
La semaine des barricades.

La Semaine des barricades va mettre un point d'arrêt à sa carrière militaire.
Le 18 janvier 1960, lors d'une entrevue accordée à un journaliste allemand, le général Massu fait part de son scepticisme quant à la conduite des affaires algériennes par l'Élysée, ce qui entraîne son rappel immédiat en métropole. C'est sur Argoud que retombe la responsabilité du corps d'armée.
S'il est résolument hostile à la politique d'autodétermination du général de Gaulle, Argoud n'a pas de contact avec les activistes d'Alger et il n'a guère de goût pour les Européens d'Algérie
Convoqué chaque jour par Paul Delouvrier, le délégué général du gouvernement en Algérie et par le général Challe, commandant en chef en Algérie, il apparaît comme le représentant de la fronde militaire et un intermédiaire auprès des activistes d'Alger. Il tente d'abord de dissuader Joseph Ortiz puis, le mouvement insurrectionnel  déclenché, il essaie de l'utiliser pour faire revenir de Gaulle sur sa politique d'autodétermination. « C'est Argoud qui, du premier au dernier jour mène le train », écrivent Jacques Fauvet et Jean Planchais. « Trois colonels, en particulier, - Gardes, Argoud, Broizat - se démènent : excitent-ils Pierre Lagaillarde à résister ou sont-ils excités par lui ? » écrit Pierre Viansson-Ponté dans son Histoire de la République Gaullienne.
Quand le Premier ministre, Michel Debré, se rend à Alger dans la nuit du 25 au 26 janvier 1960 pour évaluer les possibilités d'action du gouvernement et reçoit un par un six généraux et quatorze colonels, c'est Argoud qui est le plus direct. Argoud écrit : « Avant d'entrer chez M. Debré, je suis l'objet d'encouragement de plusieurs officiers généraux, Challe en tête. Ils comptent visiblement sur moi pour tenir à Debré un langage qu'aucun autre n'osera tenir. C'est la première et la dernière fois que je serai encouragé par mes supérieurs à la violence verbale. Je leur réponds en souriant qu'ils peuvent se rassurer. »
Après l’effondrement de l’insurrection, les sanctions tombent : le départ du général Challe est décidé, les colonels Argoud, Godard, Broizat sont mutés en métropole. Argoud est muté à Montpellier. Il demande une permission de trois mois et se retire dans sa maison natale de Darney. Il y passera sept mois, affecté par ordre à la subdivision de Montpellier puis d’Épinal et surveillé par les Renseignements Généraux.

#### Putsch des généraux
Muté à sa demande le 1er octobre 1960 auprès du général Lecoq, gouverneur militaire de Metz, avec qui il est en excellents termes et qui lui confie l’instruction des officiers de réserve de l’état-major, il est l'un de ceux qui préparent le putsch des généraux, avec les colonels Broizat, Godard, Lacheroy et Gardes. Il leur faut trouver un chef prestigieux capable d’inspirer confiance, de donner des ordres aux généraux. Le général Challe, en retraite sur sa demande depuis six semaines, donne son accord en mars 1961. La présence des généraux Salan, Jouhaud, Faure, Zeller, Gardy est acquise.
Le 19 avril 1961 au soir, Argoud quitte clandestinement Paris pour l’Algérie avec Gardes, Gardy et Godard. Il se rend à Constantine chez le colonel de La Chapelle, acquis au mouvement, qui commande le 1er régiment étranger de cavalerie (1er REC). Le 21, il va voir le général Gouraud, qu’il connaît de longue date, à Constantine pour le rallier à la rébellion mais Gouraud reste incertain, même s’il donne à demi-mot son accord pour que trois régiments paras de son corps d’armée prennent la route d’Alger (1er REC, 14e  et 18e RCP).
À Alger qui a été prise sans un coup de feu par le 1er régiment étranger de parachutistes (1er REP) du commandant Hélie de Saint Marc, il retrouve Challe qui lui donne l’ordre de se rendre à Sidi-Bel-Abbès où se trouve le général Paul Gardy pour s’emparer d’Oran avec l’aide de la Légion étrangère.
Mais les légionnaires refusent de participer au putsch et Oran ne se rallie pas. Le général de Pouilly qui commande le corps d’armée éconduit Argoud et préfère quitter Oran avec le préfet IGAME pour Tlemcen, laissant l’état-major d’Oran à Gardy et à Argoud, « qui se débattent moins contre l’adversité que contre le vide » et qui ne l’occuperont que jusqu’au mardi 25 avril 1961 vers 14h[réf. nécessaire]. Faute de ralliements, Argoud doit repartir vers Alger avec les deux régiments paras (14e et 18e RCP) qui l’ont suivi depuis le Constantinois et qui sont maintenant partagés en deux factions hostiles. A 20 h, il apprend que le général Challe s’est rendu. Le putsch a duré quatre jours. Il a échoué parce que l’armée, à l’exception des éléments de choc, n’était pas prête à la sédition contrairement à ce qu'il pensait. Destitué le 24 avril, il est condamné à mort par contumace le 1er juin 1961.

#### OAS
Après l'échec du putsch, Argoud rentre dans la clandestinité alors que les négociations avec le FLN s’ouvrent et que le général Salan et le colonel Godard commencent à organiser militairement l’Organisation Armée Secrète (OAS). Godard crée un Comité supérieur de l’OAS, présidé par Salan, de qui dépendent trois branches : renseignements et opérations qu’il se réserve, organisation des masses confiée au colonel Gardes, action psychologique et propagande partagée entre Jean-Jacques Susini et le général Gardy. Le capitaine Sergent est envoyé en métropole pour diriger l’OAS-métro.
Argoud, qui n’a pas confiance en Salan, se cache pendant un mois à Alger puis décide de rentrer en France, « dans un avion du SDECE chargé de transporter les agents », écrit-il. Il reste six semaines à Paris toujours dans la clandestinité, puis sa présence finissant par être éventée passe le 9 juillet 1961 en Espagne en transitant par la Suisse. Il y retrouve Lagaillarde, Ortiz et Lacheroy qui forment le « clan de Madrid ». Le 6 octobre, il est arrêté avec seize autres membres du groupe parmi lesquels Lagaillarde, Ortiz et Lacheroy et placé en résidence surveillée aux Canaries dans l’île de La Palma. Sa famille est autorisée à le rejoindre. « Qui est à l’origine de notre arrestation ? » se demande-t-il. « Deux personnes étaient intéressées à notre neutralisation : Salan à Alger et de Gaulle à Paris. ».
Le 22 février 1962, il s’évade. La dernière phase de sa vie clandestine va durer un an et le conduire en Allemagne, en Belgique, en Hollande, en Suisse, en Autriche, en Italie, en Espagne, au Portugal et même en France. « En douze mois, je franchirai soixante-dix frontières, soit une frontière tous les cinq jours ». Mais il n'a prise ni sur les hommes et ni sur les événements, d’autant que les luttes d’influence, les querelles, les incertitudes, les intérêts personnels déchirent le mouvement clandestin.
Le terrorisme de l’OAS — ainsi que celui du FLN — va faire rage jusqu’à la fin de la guerre, pour faire pression sur les négociations, pour entraîner les pieds-noirs dans une nouvelle action insurrectionnelle et pour contraindre l’armée à basculer.  Plus le dénouement va sembler proche, plus les deux communautés vont se heurter avec violence et, à la fin, une folie meurtrière va saisir l’OAS à Alger et à Oran avec la tactique de la « terre brulée », destruction de l’infrastructure économique et administrative du pays.
Jouhaud est arrêté le 25 mars 1962. Le 7 avril, c'est au tour de Guillaume et de Degueldre, le chef des commandos Delta. Le 20 avril, l’arrestation de Salan achève de décapiter l’organisation. Georges Bidault, ancien président du Conseil de la IV République, désigné par Salan comme son successeur (c’est en réalité Susini qui assurera ces fonctions), Jacques Soustelle, ancien gouverneur général de l'Algérie et ancien ministre du général de Gaulle et Antoine Argoud vont tenter de reconstituer fin mai un embryon d’organisation en créant le 20 mai 1962 à Rome le comité exécutif du Conseil national de la Résistance avec Soustelle aux relations extérieures et Argoud à la direction de l’organisation en métropole, Sergent étant son chef d’état-major, mais ces décisions sont contestées, par Sergent d’abord, par la « branche espagnole » et par l’OAS-Algérie ensuite.
En juin 1962, l’OAS met fin aux combats et l’indépendance de l’Algérie est proclamée le 3 juillet après les résultats du référendum  (91 % de oui).

### L'enlèvement de 1963
Argoud est enlevé le 25 février 1963 à Munich (Allemagne). Des hommes se présentant comme des policiers allemands le font monter dans leur voiture. Une fois à l'intérieur, Argoud se rend compte qu'il a affaire à des Français : il tente de s'enfuir, mais est retenu par ses ravisseurs, l'un d'eux lui brisant le nez.
Le colonel est retrouvé le lendemain, ligoté dans une voiture stationnée à proximité de la préfecture de police de Paris. Cet acte commis sur le territoire de la RFA suscite un grave incident diplomatique entre la France et l'Allemagne, le Bundestag demandant officiellement que le colonel Argoud soit renvoyé en Allemagne.
Selon Antoine Argoud, l'opération a été commanditée par le général de Gaulle lui-même, lequel voulait le faire assassiner. Cependant, le truand commis à cette fin, Jo Attia, l'aurait doublé et, ayant obtenu la direction complète des opérations, aurait piloté son équipe de façon qu'Argoud soit sauf. Une fois Argoud remis à la police française, la justice saisie et la presse avertie, il devenait en effet impossible de l'éliminer. Parmi ses ravisseurs, le colonel dit avoir reconnu après coup le gangster Georges Boucheseiche, un des membres de l'équipe de truands de Jo Attia, qui a ensuite enlevé et assassiné Mehdi Ben Barka.
L'historien Jacques Delarue indique que l'opération est menée par les services officiels, plus précisément par des officiers du 11e choc. Toutefois, les anciens du 11e choc ont toujours nié la moindre participation à cette action. Pierre Lemarchand met l'enlèvement sur le compte de la Sécurité militaire. Dans ses mémoires, Pierre Messmer, qui est à l'époque ministre des Armées, explique que l'enlèvement est ordonné par lui-même à la Sécurité militaire, dirigée à l'époque par le général Feuvrier. Affirmation confirmée dans l'ouvrage Histoire politique des services secrets français, selon lequel Argoud, « intoxiqué par un journaliste d'extrême-droite, a cru reconnaître à tort (Boucheseiche) comme un de ses kidnappeurs, forgeant ainsi la tenace légende d'un trait d'union entre son affaire et l'enlèvement de Ben Barka ».

### Procès, condamnation et amnistie
Le 27 février 1963, Argoud est incarcéré au Centre pénitentiaire de Fresnes et soumis au régime cellulaire. Le 30 décembre 1963, la Cour de sûreté de l'État, qui vient d'être créée, le condamne à la réclusion criminelle à perpétuité. La chambre criminelle de la Cour de cassation rejette tous les pourvois du colonel en lui opposant qu'il ne peut pas en sa qualité de particulier se prévaloir de la violation de règles de droit international qui ne s'appliquent que dans les relations entre États.
Il demeure à Fresnes, toujours en régime cellulaire jusqu'au 26 janvier 1965. Il est alors transféré à la prison de la Santé où il retrouve une douzaine de ses camarades et bénéficie d'un régime de détention moins dur.
L'amnistie du 15 juin 1968 met fin à sa peine.
Il prend alors la route de Darney, son bourg natal. Pour montrer que la prison ne l'a pas amoindri, il effectue le trajet à pied en neuf jours par étapes de trente à quarante kilomètres, surveillé par la police de la route. Il passe par Colombey-les-Deux-Églises où un adjudant de gendarmerie l'interpelle : « Le Général est absent. Si vous avez une supplique à lui remettre, confiez-la moi. »

## Retraite
Libéré de prison, Antoine Argoud se retire dans son bourg lorrain à Darney. Il publie en 1974 un livre, intitulé La Décadence, l'Imposture et la Tragédie, où il ne dissimule pas la haine intense qu'il porte au général de Gaulle et aux dissimulations de sa politique algérienne qu’il juge responsables du drame vécu par lui-même et par l’armée française.
En 1977 il est nommé expert en graphologie près de la cour d'appel de Nancy. Ses compétences sont requises durant l'affaire du petit Grégory Villemin : il est le premier des douze experts sollicités à tour de rôle mais les conclusions de son analyse ne sont pas retenues,.
En 1982, François Mitterrand le fait réintégrer avec son grade dans la réserve comme tous les officiers condamnés pour leur participation au putsch et à l'OAS .

## Publications
- Le Problème algérien, solution française, 1961 La Contemporaine, Carton 2 - F° ∆ res. 888 (b)
- « Jusqu'à la victoire », Appel de la France -- Journal du Conseil national de la Résistance, no 5,‎ août 1962; lire en ligne sur Gallica
- « Lettre à un officier », Appel de la France -- Journal du Conseil national de la Résistance, no 5,‎ août 1962; lire en ligne sur Gallica
- La Décadence, l'imposture et la tragédie, Éditions Fayard, 1974, (ISBN 2-213-00148-0).
- Les Deux Missions de Jeanne d'Arc, Éditions Résiac, 1991, (ISBN 978-2852681675).
- Antoine Argoud, entretien avec Jacques Chancel sur Radioscopie, le 7 octobre 1974, archives INA.